# Manabu Komatsubara
Manabu Komatsubara (jap. 小松原 学 Komatsubara Manabu; ur. 2 kwietnia 1981) – japoński piłkarz występujący na pozycji napastnika.

## Kariera klubowa
Od 1998 do 2002 roku występował w klubach Shonan Bellmare i Ventforet Kofu.